# LAMA
LAMA（ラマ）は、フルカワミキを中心としたメンバーによって構成される日本のロックバンド。2011年にデビューした。所属レコード会社はキューンレコード。

## メンバー
フルカワミキ（1979年2月19日 - ）
ボーカル、ベース担当。ソロとしても活動。元SUPERCAR。
田渕ひさ子（1975年12月9日 - ）
ギター、コーラス担当。並行してbloodthirsty butchers、toddle、NUMBER GIRLとしても活動。
中村弘二（1977年9月28日 - ）
ボーカル、ギター担当。「ナカコー」とも呼ばれる。「iLL」等のソロプロジェクトでも活動。元SUPERCAR。
牛尾憲輔（1983年3月1日 - ）
プログラミング担当。ソロユニットagraphとしても活動。電気グルーヴのサポートメンバー。

## 来歴
- 2010年、フルカワが田渕と中村を誘い、結成された[2]。後に中村に誘われ、牛尾が加入[2][3]。
- 2011年4月27日、渋谷WWWで初ライブ（KIMONOSとの共同ライブ）を行う[2]。
- 2011年8月3日、初のCDシングル「Spell」をリリースし、メジャーデビューを果たす[4]。

## タイアップ
| 楽曲          | タイアップ                                            |
| ------------- | ----------------------------------------------------- |
| Spell         | フジテレビ系「ノイタミナ」『NO.6』オープニングテーマ  |
| Fantasy       | フジテレビ系「ノイタミナ」『UN-GO』エンディングテーマ |
| Parallel Sign | TBS系『エウレカセブンAO』挿入歌                       |
| White out     | キユーピーハーフ 新製法コラージュ篇 CMソング          |

## ミュージックビデオ
| 監督       | 曲名                 |
| 清水康彦   | 「Spell」            |
| 須藤カンジ | 「Cupid」「Fantasy」 |
| 長久允     | 「Parallel Sign」    |